# Brynn Tyler
Brynn Tyler (Tyler, Texas; 14 de noviembre de 1987) es una actriz pornográfica estadounidense. Debutó en 2007 y desde entonces ha aparecido en más de 250 películas.
En 2009, Tyler interpretó el papel de Chrissy en la parodia, Not Three's Company XXX, por la que ganó una nominación a mejor actriz de reparto en los premios AVN.

## Premios
- 2008 CAVR Award (nominación) – Newbie de the Year[4]
- 2009 XBIZ Award (nominación) – New Starlet de the Year[5]
- 2009 FAME Award (nominación) – Favorite Female Rookie at this year[6]
- 2010 AVN Award (nominación) – Best New Starlet[3]
- 2010 AVN Award (nominación) – Best Supporting Actress - Not Three's Company XXX[3]